# Sarah Brunet Dragon
Sarah Brunet Dragon, née à Saint-Hyacinthe en 1988, est une poète, romancière et essayiste québécoise.

## Biographie
Sarah Brunet Dragon poursuit un doctorat en littérature en plus de travailler pour le réseau des bibliothèques publiques de Longueuil,,. Elle a publié À propos du ciel, tu dis (Éditions du Noroît, 2017), Cartographie des vivants (Éditions du Noroît, 2018) ainsi que Faule (Éditions Leméac, 2020),,. Sarah Brunet Dragon est finaliste au Prix Émile-Nelligan (2017, 2018) ainsi qu'au Prix du Gouverneur général (2019).

## Œuvres

### Roman
- Faule, Montréal, Éditions Leméac, 2020, 156 p. (ISBN 9782760948327)

### Essai
- Cartographie des vivants, Montréal, Éditions du Noroît, 2018, 179 p.  (ISBN 9782897661380 et 9782897661397)

### Poésie
- À propos du ciel, tu dis, Montréal, Éditions du Noroît, 2017, 128 p. (ISBN 9782897660611)

## Prix et honneurs
- 2017 - Finaliste : Prix Émile Nelligan (pour À propos du ciel, tu dis)[8],[3]
- 2018 - Finaliste : Prix Émile Nelligan (Pour Cartographie des vivants)[1]
- 2019 - Finaliste : Prix littéraires du Gouverneur général dans la catégorie Essais (Pour Cartographie des vivants)[1],[7]